# 0383

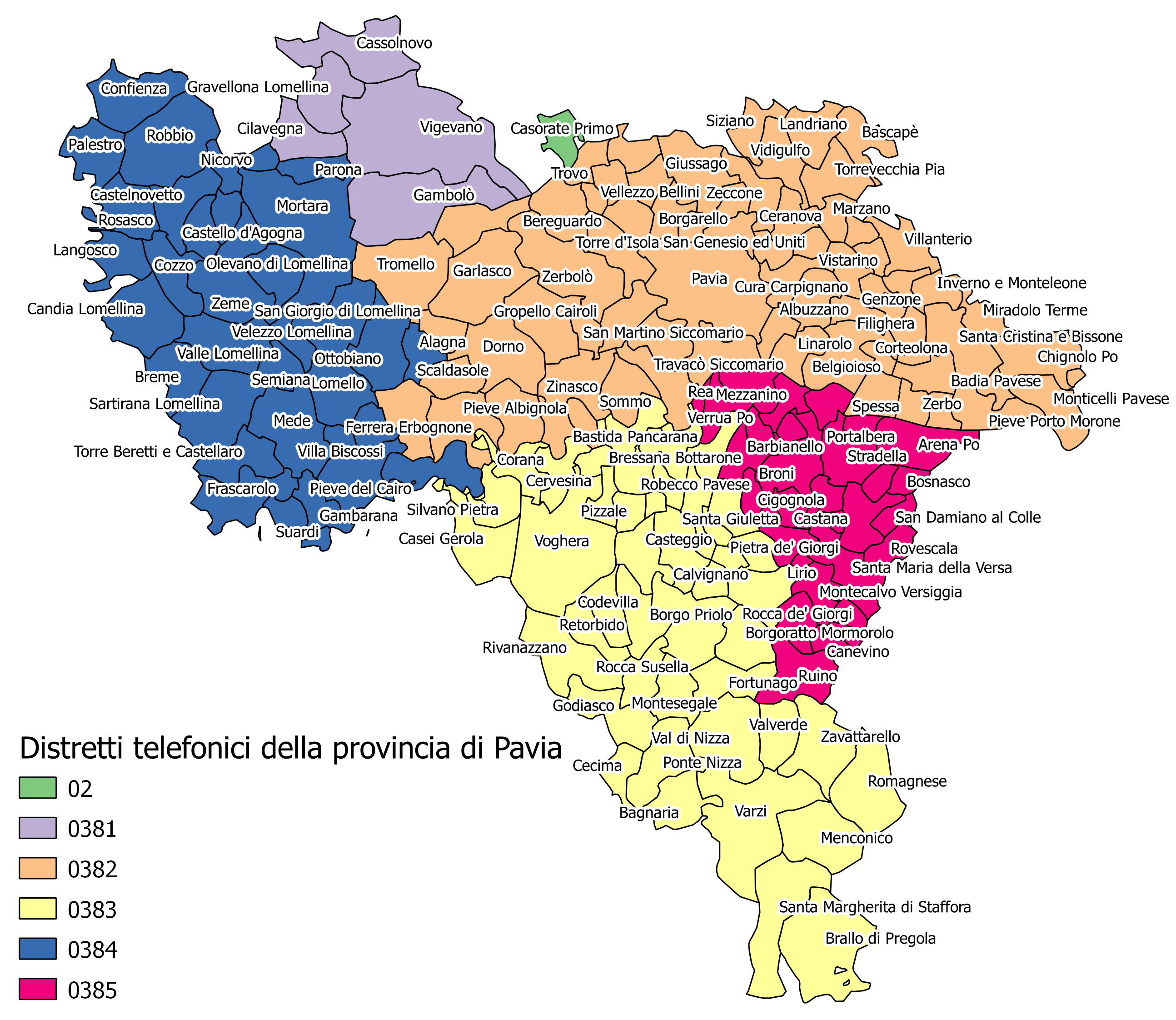
Mappa dei prefissi telefonici nella provincia di Pavia

0383 è il prefisso telefonico del distretto di Voghera, appartenente al compartimento di Milano.
Il distretto comprende la parte sud-occidentale della provincia di Pavia. Confina con i distretti di Mortara (0384) e di Pavia (0382) a nord, di Stradella (0385) a est, di Piacenza (0523) a sud-est e di Alessandria (0131) a ovest.

## Aree locali e comuni
Il distretto di Voghera comprende 47 comuni compresi nelle 3 aree locali di Casteggio, Varzi (ex settori di Rivanazzano e Varzi) e Voghera. I comuni compresi nel distretto sono: Bagnaria, Bastida de' Dossi, Bastida Pancarana, Borgo Priolo, Borgoratto Mormorolo, Brallo di Pregola, Bressana Bottarone, Calvignano, Casatisma, Casei Gerola, Casteggio, Castelletto di Branduzzo, Cecima, Cervesina, Codevilla, Corana, Cornale, Corvino San Quirico, Fortunago, Godiasco Salice Terme, Lungavilla, Menconico, Montalto Pavese, Montebello della Battaglia, Montesegale, Mornico Losana, Oliva Gessi, Pancarana, Pinarolo Po, Pizzale, Ponte Nizza, Retorbido, Rivanazzano Terme, Robecco Pavese, Rocca Susella, Romagnese, Santa Giuletta, Santa Margherita di Staffora, Silvano Pietra, Torrazza Coste, Torricella Verzate, Val di Nizza, Valverde, Varzi, Verretto, Voghera e Zavattarello .